# 에스벤 스톰
에스벤 스톰(Esben Storm, 1950년 5월 26일 ~ 2011년 3월 28일)은 오스트레일리아의 배우, 텔레비전 감독, 텔레비전 프로듀서, 각본가, 영화 감독이다.
덴마크에서 태어났으며 시드니에서 사망하였다.

## 출연 작품
- 서브테라노 (2003년)
- 죽음의 탈출 (1991년)
- 엘리스는 없다 (1986년)
- 코카콜라 키드 (1985년)
- 고잉 다운 (1983년)
- 몽키 그립 (1982, Monkey Grip)

### 텔레비전
- Round the Twist (1989-2001)